# Malembo
Malembo ist ein Dorf mit etwa 500 Einwohnern an der zentralafrikanischen Atlantikküste etwa 30 Kilometer von der Hafenstadt Cabinda entfernt. Es liegt in der gleichnamigen Exklave und gehört zu Angola.

## Geschichte
Das Dorf Malembo wurde in den 1930er Jahren von den portugiesischen Kolonialherren gegründet und ist nicht zu verwechseln mit dem gleichnamigen historischen Ort Malembo (Malimba). Ab dem 15. Jahrhundert war dieser die Hauptstadt des Königreichs Kakongo, das später zum Königreich Kongo gehörte. Nach dessen Zerschlagung fiel Malembo zeitweise an die Niederlande und war Sklavenverschiffungshafen, nach 1700 erlebte die Region um Cabinda durch den Handelsverkehr portugiesischer, englischer, und französischer Schiffe eine Blüte.
In den 1970er Jahren entstand etwa 10 Kilometer von Malembo entfernt ein Tiefwasserhafen des Konsortiums Cabinda Gulf zum Abtransport des vor Cabinda geförderten Öls.

## Verwaltung
Malembo ist Sitz einer gleichnamigen Gemeinde (Comuna) im Kreis (Município) von Cabinda (Stadt), in der Provinz Cabinda. Die Gemeinde hat etwa 500 Einwohner (Schätzung 2010). Die Volkszählung 2014 soll fortan für gesicherte Bevölkerungsdaten sorgen.

## Wirtschaft
In Malembo steht ein Wärmekraftwerk, das die Stadt Cabinda und die Kleinstadt Lândana mit Strom versorgt.
Der vor Malembo liegende Tiefwasserhafen ist für die Ölförderung der Region bedeutend. Die Region ist das wichtigste Ölfördergebiet Angolas.